# Xyris tennesseensis
Xyris tennesseensis är en gräsväxtart som beskrevs av Robert Kral. Xyris tennesseensis ingår i släktet Xyris och familjen Xyridaceae. Inga underarter finns listade i Catalogue of Life.